# Nacktfrucht
Die Nacktfrucht (Gymnocarpos decander) ist eine Pflanzenart aus der Familie der Nelkengewächse (Caryophyllaceae).

## Beschreibung

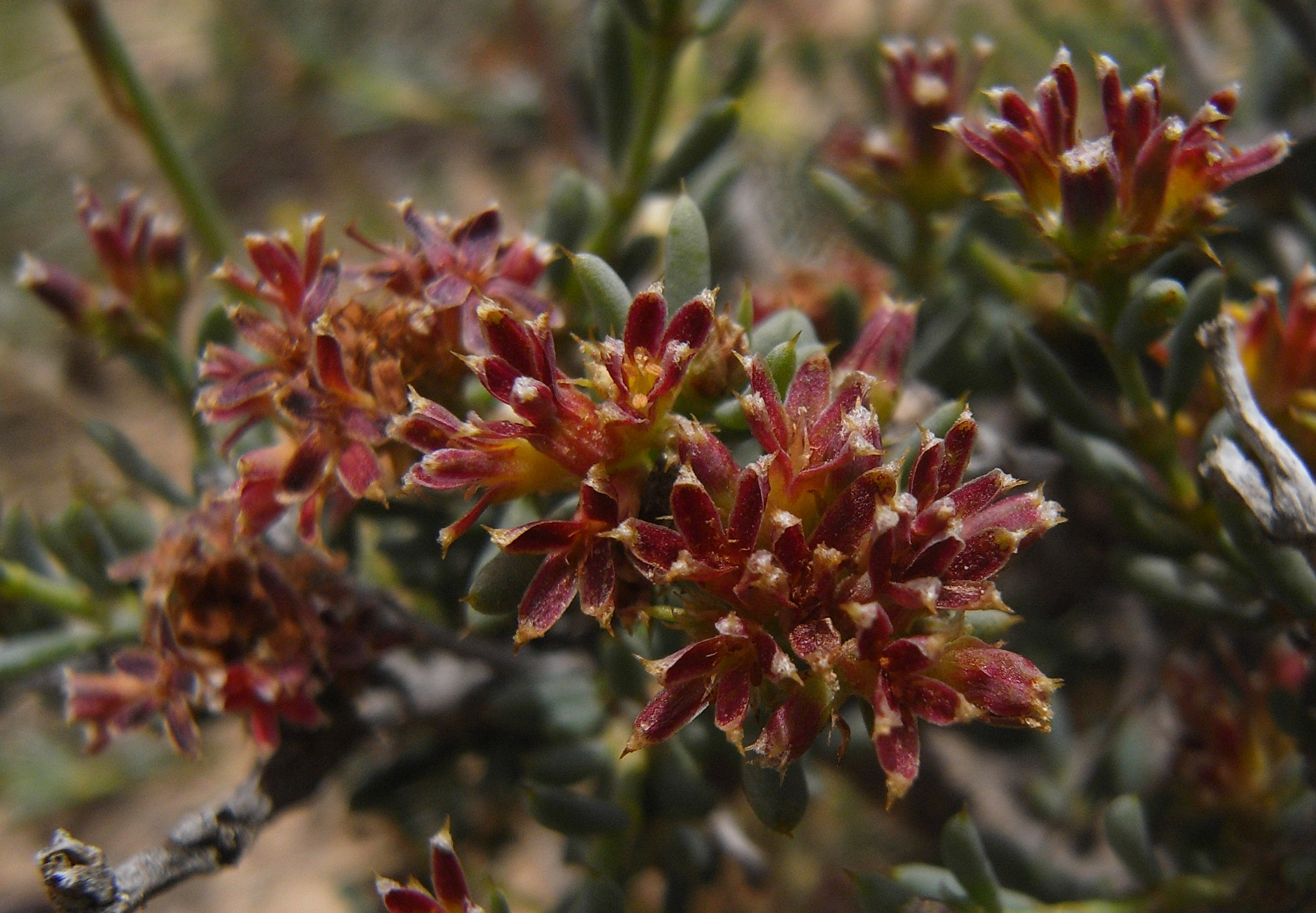
Blütenstand

Die Nacktfrucht ist ein Halbstrauch, der Wuchshöhen von 10 bis 50 cm erreicht. Der Stängel ist aufrecht und stark verzweigt. Die Borke ist aschgrau. Die Blätter sind gegenständig oder büschelig, sitzend, 5 bis 18 mm lang, linealisch-walzlich und stachelspitzig. Die weißen, bewimperten Nebenblätter haben eine Länge von 1,5 bis 2 mm.
Der Blütenstand besteht aus endständigen, dicht gedrängten, meist 7 bis 15-blütigen Dichasien. Die Tragblätter sind blattähnlich, mit kleinen Nebenblättern und 2 bis 4 mm langer, pfriemlicher Spreite. Die Blüten sind fleischig und sitzend. Die Kelchblätter sind 5 bis 7 mm lang, grün bis rötlichbraun gefärbt, breit hautrandig, an der Spitze kapuzenförmig, stachelspitzig und behaart. Die Staubblätter sind 1,4 bis 2,0 mm lang. Die pfriemlichen Staminodien haben eine Länge von 1,2 bis 1,5 mm. Der Fruchtknoten ist mittelständig und am Grund in die Blütenachse eingesenkt. Der Griffel ist 2,0 bis 2,75 mm lang. Die Frucht misst 2,0 bis 2,5 mm und ist schmal ellipsoid, dicht papillös und von orange-brauner Farbe. Die Samen sind 2,0 bis 2,25 mm lang, ellipsoid und dunkelbraun.
Die Blütezeit reicht von Februar bis Mai.
Die Chromosomenzahl beträgt 2n = 28.

## Verbreitung und Standort
Die Nacktfrucht kommt in den Halbwüstenregionen Nordafrikas (Kanaren außer La Palma und El Hierro, Marokko, Algerien, Tunesien, Libyen, Ägypten) und Vorderasiens (Sinai-Halbinsel, Israel, Jordanien, Syrien, Saudi-Arabien, Oman, Iran, Afghanistan und Pakistan) vor. Die Art wächst auf Kalkfelsfluren bis in Höhen von etwa 1500 m. Sie meidet direkten Salzeinfluss und Sandböden. Sie ist eine Charakterart der Klasse Pegano-Salsoletea. Die Pflanzen werden von Ziegen und Kamelen gefressen.

## Taxonomie
Die Nacktfrucht wurde von Peter Forsskål in Flora Aegyptiaco-Arabica Seite 65, 1775 erstbeschrieben als Gymnocarpos decandrum (korrigiert zu Gymnocarpos decander). Synonyme sind Gymnocarpos fruticosus (Vahl) Pers. nom. illeg., Gymnocarpos salsoloides Christ, Paronychia decandra (Forssk.) Rohweder & Urmi-König und Trianthema fruticosa Vahl.

## Belege